# Université jordanienne des sciences et de la technologie

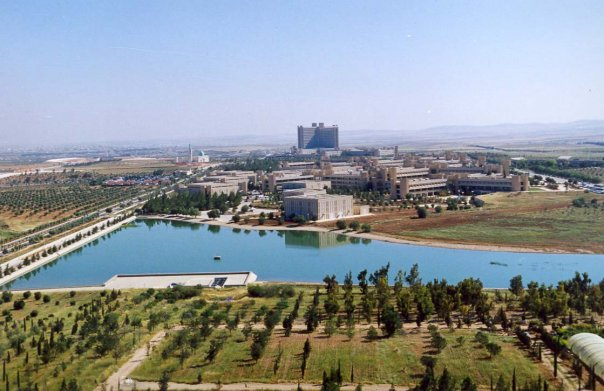
L'université et l'étang avec le complexe d'ingénierie dans le fond

Pour les articles homonymes, voir Just.
L'université jordanienne des sciences et de la technologie (en anglais Jordan University of Science and Technology, JUST) est une université située près d'Irbid, la deuxième ville de Jordanie.
Elle est classée par le U.S. News & World Report au 17e rang du classement régional 2016 des universités arabes.

## Organisation
Le campus est divisé en deux sections, connues sous le nom de Complexe des facultés de médecine et Complexe des facultés d'ingénierie.

### Le Complexe des facultés de médecine
Un groupe de bâtiments dans la partie nord de l'université, comprenant les facultés de médecine dentaire, médecine, sciences infirmières, sciences appliquées médicale, pharmacie, et des sciences et des arts.

### Le Complexe des facultés d'ingénierie
Un groupe de bâtiments dans la partie méridionale de l'université, comprenant les facultés de d'agriculture, de l'information technologique, d'ngénierie, d'architecture et design et de médecine vétérinaire.

### Hôpital universitaire Roi Abdallah
Le plus grand hôpital du nord de la Jordanie. L'hôpital est situé dans le campus à côté du Complexe des facultés de médecine.

### Centre des sciences et techniques nucléaires
Un réacteur nucléaire scientifiques est prévu d'être construit en 2013 par la Commission jordanienne de l'énergie nucléaire (Jordan Atomic Energy Commission)  en collaboration avec la France et la Corée pour la recherche scientifique dans l'agriculture, la médecine et la santé.

## Facultés
Il y a 10 facultés :
- Faculté d'agriculture

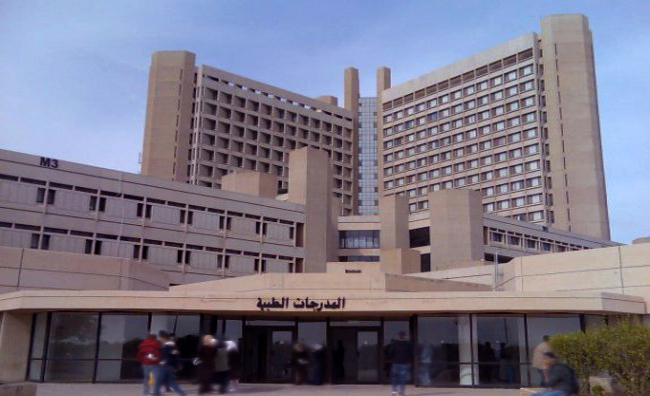
Hôpital Universitaire

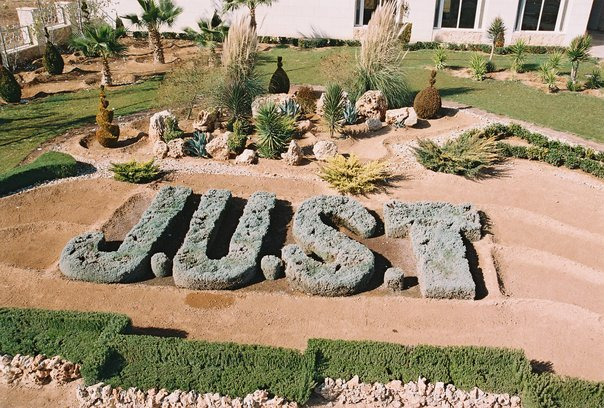
JUST

- Faculté des sciences appliquées médicales
- Faculté de l'information technologique
- Faculté d'odontologie
- Faculté d'ingénierie
- Faculté de médecine
- Faculté des sciences infirmières
- Faculté de pharmacie
- Faculté des sciences et des arts
- Faculté de médecine vétérinaire

Chaque faculté est associé à une couleur

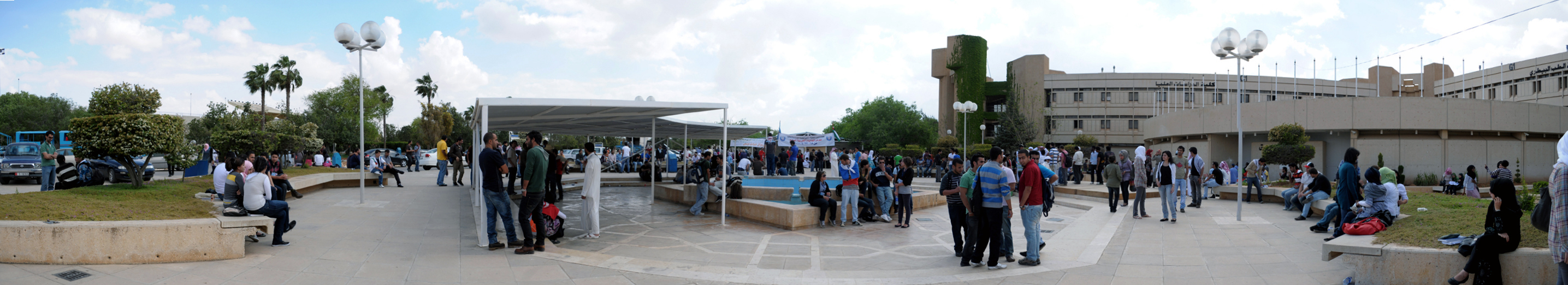
Université jordanienne des sciences et de la technologie

| Faculté d'agriculture | Faculté des sciences appliquées médicales | Faculté de l'information technologique | Faculté d'odontologie | Faculté d'ingénierie | Faculté de médecine | Faculté des sciences infirmières | Faculté de pharmacie | Faculté des sciences et des arts | Faculté de médecine vétérinaire |
| --------------------- | ----------------------------------------- | -------------------------------------- | --------------------- | -------------------- | ------------------- | -------------------------------- | -------------------- | -------------------------------- | ------------------------------- |
|                       |                                           |                                        |                       |                      |                     |                                  |                      |                                  |                                 |